# Vlagyimir Grigorjevics Szutyejev
Vlagyimir Grigorjevics Szutyejev (oroszul: Владимир Григорьевич Сутеев), (Moszkva, 1903. július 5. –‎ Moszkva, 1993. március 10. vagy 1993. március 8.) orosz származású szovjet író, festő és animátor, aki elsősorban gyerekeknek írt történeteket. A szovjet animációs ipar alapítói közé tartozott. Könyveit 36 nyelvre fordították le, és olyan országokban adták ki, mint Norvégia, Franciaország, Mexikó, Jugoszlávia, Csehszlovákia, India és Japán, de Magyarországon is megjelent számos műve.

## Korai évek
Vlagyimir Szutyejev Moszkvában született Zinajda Vasziljevna Szutyejeva és Grigorij Oszipovics Szutyejev (1879–1960) családjában. Apja orosz orvos, bőrgyógyász, mikológus. A Moszkvai Állami Egyetemen végzett Grigorij Szutyejev festett és zenélt is, koncerteken lépett fel.
Mindez nagy hatással volt Vlagyimirra, de Stepan Erzia, a család barátja volt rá a legnagyobb hatással.
Szutyejev munkáit már fiatalon is rendszeresen publikálták különböző folyóiratokban, valamint a Pionyerszkaja Pravda újságban.
1928-ban diplomázott a Geraszimov Filmművészeti Intézet Bölcsészettudományi Karán, ahol testvérével, Vjacseszlav Szutyejevvel (1904–1993) és unokatestvérével, Dmitrij Bogolepovval (1903–1990) együtt tanult, akik mindketten népszerű tudományos ismeretterjesztők lettek.

## Pályafutása
Egyformán használta a jobb és a bal kezét, és egyszerre tudott az egyikkel írni, a másikkal rajzolni. Első hírnevét karikaturistaként szerezte.
1924–1925-ben Szutyejev reklámplakátokat rajzolt, számos filmplakátot készített a szovjet mozikban bemutatott külföldi filmekhez.
Még diákként rajzokat készített a Kína lángokban (1925), az egyik legkorábbi szovjet animációs film számára, amely a kínai polgárháború támogatására készült.
1928-ban végzett az Állami Vámbizottságban, és a Mezhrabpomfilm filmgyárban kapott állást.
Szutyejev 1936-ban csatlakozott a Szojuzmultfilm (Союзмультфильм) kollektívához, ahol több mint 30 filmben vett részt rendezőként, forgatókönyvíróként és animátorként. Néhányat (Petya és Piroska, A Varázsbolt stb.) nemzetközi díjjal jutalmaztak. 1941-ben, mielőtt a frontra távozott, Szutyejev befejezte a Муха-цокотуха (A fecsegő légy) című rajzfilmet, amely Kornyej Ivanovics Csukovszkij meséjén alapul.
Szutyejev részt vett a nagy honvédő háborúban az első napoktól a végéig. Ezután visszatért a  Szojuzmultfilmhez, de alig két éven belül otthagyta, viszonzatlan szerelme (és munkatársa), Tatyjana Taranovics miatt, aki szintén animátor volt. Szomorú történetüket jól ismerték az animációs közösségben. Tatyjana 13 évvel volt fiatalabb Szutyejevnél, és boldog házasságban élt férjével és leányával. Tatyjana unokája szerint Szutyejev „levelek százait” írta neki, de ő csak kétszer válaszolt. Ennek ellenére 37 évvel később végül összeházasodtak. Ekkor már mindketten özvegyek voltak; Szutyejev 80, Taranovics pedig 67 éves volt. Még 10 évig éltek együtt, és mindketten 1993-ban haltak meg.
1947-től a  Gyetgiz Kiadónál dolgozott. 1952-ben megjelent első könyve a Gyetgiznél: Két mese a ceruzáról és a festékekről. A könyvet Csukovszkij üdvözölte a Lityeraturnaja Gazeta (Литературная газета) recenziójában. Ezt követően Szutyejev számos könyvet adott ki: Milyen madár ez?, A gomba alatt, Egy zsák alma, Kispipi és kisréce, Ki mondta, hogy „Miau”?, Az okoska botocska és még sok másikat; némelyikből rajzfilm is készült.
Vlagyimir Szutyejev több orosz irodalmi klasszikus könyvét illusztrálta: Kornyej Csukovszkij meséit, Szamuil Marsak Усатый-полосатый (Bajszos-csíkos), Szergej Mihalkov Sztyopa bácsi, Valentyin Beresztov A vidám nyár című művét. A Szutyejev rajzaival illusztrált könyvek először jelentek meg Oroszországban: Bálint Ágnes Mazsola (Гном Гномыч и Изюмка), Gianni Rodari Hagymácska története, Alf Prøysen norvég író Boldog új évet című műve, valamint Lilian Moore amerikai írónő „Little Raccoon and the Thing in the Pool” (Kis mosómedve).
Sok mesét írt, melyekben szinte minden mondatot élénk illusztráció kísért, amihez Szutyejev sokat hozott az animációból: dinamikus rajzai rajzfilmkockáknak tűnnek; a karakterek grafikus identitással rendelkeznek, amely megjelenésben, mozdulatokban, arckifejezésekben fejeződik ki. Könyveiben mindig sok a humor, ami segít elmagyarázni a gyerekeknek az egyszerű igazságokat, moralizálás nélkül.
Szutyejev Pif kölyökkutyája a gyerekek kedvence lett az egész világon (Pif kalandjai, francia képregény és rajzfilmsorozat).
1993. március 8-án hunyt el. Sírja a balasihai Szent Miklós (Nyikolszkoje) temetőben van.

## Könyvei
- Весёлые картинки. – Vicces képek – 1953
- Разные колёса. Кораблик. – Különféle kerekek – 1953
- Две сказки про карандаш и краски. – Két mese ceruzáról és festékről – 1954
- Ёлка.[9] – Karácsonyfa – 1954
- Кто сказал мяу? – Ki mondta, hogy miau? – 1955
- Сказки в картинках. – Vidám mesék – 1955
- Это что за птица?[10] – Hát ez miféle madár? – 1956
- Под грибом: сказка-загадка. – A gomba alatt: rejtélyes mese – 1959
- Умелые руки и капризная кошка. – Ügyes kezek és szeszélyes macska. – 1959
- Сказки и картинки. – Vidám mesék – 1963
- Палочка-выручалочка. – A varázspálca – 1964
- Кот-рыболов. – Horgászmacska – 1967
- Дядя Миша. – Мisa bácsi – 1974
- Забавные истории. – Vidám mesék – 1983
- Мешок яблок: сказка. – Egy zsák alma: mese – 1985

### Magyarul
- A póruljárt béka – Ifjúsági, Budapest, 1953 · Fordította: Zsombor János(wd)
- A négy kis ezermester – Ifjúsági, Budapest, 1955
- Száz vidám kép (Sto kartinok) – Ifjúsági, Budapest, 1955
- Télapó ajándéka – Ifjúsági, Budapest, 1958 · Fordította: Gergely Erzsébet · Illusztrálta: Tedesco Anna Archiválva 2022. január 7-i dátummal a Wayback Machine-ben
- Miau – Móra, Budapest, 1958 · Fordította: Szamek Gyula · Illusztrálta: Szutyejev
- A gomba alatt – Gyetizdat, Moszkva, 1959 · Fordította: Kóbor Noémi
- Fifi kalandjai (Francia eredetiből átdolgozva) – Gyetizdat, Moszkva / Ifjúsági Könyvkiadó Budapest, 1967 · Fordította: Elek István
- Vidám történetek – Kárpáti / Móra, Budapest / Uzsgorod, 1968 · Fordította: Nikodémusz Elli, Szamek Gyula, Zsombor János · Illusztrálta: Vlagyimir Szutyejev
- Vidám mesék – Móra, Budapest, 1968 · ISBN 9631153630 · Fordította: Nikodémusz Elli, Gergely Erzsébet, Zsombor János, Világhy József, Szamek Gyula · Illusztrálta: Vlagyimir Szutyejev
- Mihail Szpartakovics Pljackovszkij:[11] A sün, akit meg lehetett simogatni – Móra, Budapest, 1982 · ISBN 963-11-2681-1 · Fordította: Réz András · Illusztrálta: Vlagyimir Szutyejev
- Pif kalandjai – Móra, Budapest, 1983 · ISBN 9631128113 · Fordította: Veress Miklós · Illusztrálta: Vlagyimir Szutyejev
- Pif újabb kalandjai – Móra, Budapest, 1983 · ISBN 9631130320 · Fordította: Veress Miklós · Illusztrálta: Vlagyimir Szutyejev
- A kerekek – Mladé Letá / Móra, Budapest, Bratislava, 1984 · ISBN 9631140385 · Fordította: Tőzsér Árpád · Illusztrálta: Anton Vranka, Dušan Grečner(wd)
- A gomba alatt – Idegenforgalmi Propaganda és Kiadó Vállalat, Budapest, 1987 · ISBN 9633161355 · Fordította: Judákné Vajk Brigitta · Illusztrálta: Foky Emmi
- Miau és más vidám mesék – Móra, Budapest, 2003 · ISBN 9631178439 · Fordította: Balassa Anna, Nikodémusz Elli, Szamek Gyula, Világhy József
- A három kiscica – Móra, Budapest, 2005 · ISBN 9631180549 · Fordította: Nikodémusz Elli
- Pif, a vidám kutya – Tercium, 2005 · ISBN 9638453907 · Fordította: Veress Miklós
- Kispipi és Kisréce – Móra, Budapest, 2005 · ISBN 9789631190717 · Fordította: Nikodémusz Elli · Illusztrálta: Vlagyimir Szutyejev
- Mihail Szpartakovics Pljackovszkij: A nyúl, aki senkitől sem félt – Móra, Budapest, 2012 · ISBN 978-963-11-9468-5 · Fordította: Réz András · Illusztrálta: Vlagyimir Szutyejev
- A gomba alatt – Móra, Budapest, 2015 · ISBN 978-963-415-498-3 · Fordította: Nikodémusz Elli
- A szeszélyes cica – Idegenforgalmi Propaganda és Kiadó Vállalat · ISBN 9633161452 · Fordította: Judákné Vajk Brigitta · Illusztrálta: Foky Emmi
- Cicamesék – és más mesék – Elektra, 2019 · ISBN 9789635200092 (Ezópusz · Benedek Elek · Arany László · Gárdonyi Géza · Illyés Gyula · Vlagyimir Szutyejev · Fáy András)
- A gomba alatt – EKMK, Veszprém, 2019 · Fordította: Gergely Erzsébet

## Filmjei
Rendező
- Улица поперёк - (Az utca túloldalán - 1931)
- Сказка про белого бычка - (A fehér bika meséje - 1933)
- Клякса в Арктике - (Folt az Északi-sarkvidéken - 1934)
- Колобок (мультфильм, 1936) - (Mézeskalácsfigura - 1936)
- Отважный моряк - (A bátor tengerész - 1936)
- Шумное плавание - (Zajos úszás - 1937)
- Почему у носорога шкура в складках - (Miért van az orrszarvúnak ráncos bőre? - 1938)
- Дядя Стёпа (мультфильм, 1939) - (Sztyopa bácsi - 1939)
- И мы на олимпиаду - (És az olimpián vagyunk - 1940)
- Муха-Цокотуха (мультфильм, 1941) - (Csokotukha-légy - 1941)
- Ориентирование на местности - (Orientáció - 1941)
- Типы вражеских танков - (Az ellenséges tankok típusai - 1941)
- Уничтожай танки врага - (Elpusztítani az ellenséges tankokat - 1941)
- Борьба с вражескими танками - (Harc ellenséges tankok ellen - 1941)
- Как бороться с замораживанием - (Hogyan kezeljük a fagyást - 1941)
- Весёлый огород (мультфильм) - (Vidám veteményeskert - 1947)
- Охотничье ружьё (мультфильм) - (Vadászpuska - 1948)
- Муха-Цокотуха (мультфильм, 1960) - (A fecsegő légy – 1960)

Forgatókönyvíró
- Сказка про белого бычка - (A fehér bika meséje - 1933)
- Клякса в Арктике - (1934)
- Колобок (мультфильм, 1936) - (1936)
- Отважный моряк (мультфильм) - (1936)
- Дед Мороз и серый волк (мультфильм, 1937) - (Mikulás és a szürke farkas - 1937)
- Почему у носорога шкура в складках - (1938)
- И мы на олимпиаду - (1940)
- Муха-Цокотуха (мультфильм, 1941) - (1941)
- Весёлый огород (мультфильм) - (1947)
- Когда зажигаются ёлки - (Amikor a fák világítanak - 1950)
- Зай и Чик - (Zay és Chick - 1952)
- Волшебный магазин - (Varázsbolt - 1953)
- Стрела улетает в сказку - (A nyíl tündérmesébe repül - 1954)
- Снеговик-почтовик (Postás hóember, karácsonyi történet - (1955)
- Это что за птица? - (Miféle madár ez? - 1955)
- Кораблик (мультфильм) - (Hajó - 1956)
- Миллион в мешке - (Egymillió egy zsákban - 1956)
- Грибок-теремок - (Gomba Teremok - 1958)
- Петя и Красная Шапочка - (Petya és Piroska - 1958)
- Муха-Цокотуха (мультфильм, 1960) - (1960)
- Разные колёса - (Különböző kerekek - 1960)
- Две сказки (мультфильм) - (Két mese - 1962)
- Кто сказал мяу (мультфильм) - (Ki mondta, hogy miau? - 1962)
- Только не сейчас (мультфильм) - (Csak nem most - 1962)
- Светлячок № 4. Наш карандаш - (Szentjánosbogár 4. A ceruzánk - 1963)
- Тараканище (мультфильм, 1963) - (Csótány - 1963)
- Шутки (мультфильм) - (Viccek - 1963)
- Кот-рыболов (мультфильм) - (Halászó macska - 1964)
- Петух и краски - (A Kakas és a színek - 1964)
- Пастушка и трубочист (мультфильм) - (A pásztorlány és a kéményseprő - 1965)
- Про бегемота, который боялся прививок - (A víziló, aki félt az oltásoktól - 1966)
- Хвосты (мультфильм) - (Frakk - 1966)
- Раз, два — дружно! - (Egy, kettő – együtt! - 1967)
- Мы ищем кляксу (мультфильм) - (Egy foltot keresünk - 1969)
- Дядя Миша (мультфильм) - (Misa bácsi - 1970)
- Терем-теремок (мультфильм) - (Terem-Teremok - 1971)
- Мешок яблок - (Egy zsák alma - 1974)
- Дед Мороз и серый волк (мультфильм, 1978) - (Mikulás és a szürke farkas - 1978)
- Кто получит приз? - (Ki kapja a díjat? - 1979)
- Пропал Петя-петушок - (Elveszett Petya, a kakas - 1985)

 Animátor 
- Старт (Start – 1925)
- 1905-1925 (1925)
- Китай в огне (Kína lángokban áll – 1925) [12]
- Похождения Мюнхаузена (мультфильм, 1929) (Münchausen kalandjai – 1929) [13]

## Külső hivatkozások
- Szutyejev az Animator.ru-n(wd)
- Vlagyimir Grigorjevics Szutyejev az Internet Movie Database oldalon (angolul)

## Fordítás
- Ez a szócikk részben vagy egészben  a   Vladimir_Suteev című angol Wikipédia-szócikk fordításán alapul.  Az eredeti cikk szerkesztőit annak laptörténete sorolja fel. Ez a jelzés csupán a megfogalmazás eredetét és a szerzői jogokat jelzi, nem szolgál a cikkben szereplő információk forrásmegjelöléseként.